# Охотская область
Охотская область — административно-территориальная единица Российской империи с центром в городе Охотске, существовавшая в 1783—1805 годах.
Охотская область была учреждена как составная часть Иркутского наместничества 2 марта 1783 года. В её состав вошли 4 уезда — Акланский, Гижигинский, Нижнекамчатский и Охотский. В 1796 году область вошла в состав Иркутской губернии. 11 августа 1803 года Гижигинский и Камчатский уезды были переданы в новую Камчатскую область.
Охотская область первоначально управлялась комендантом, а с 1800 года — городничим. Уезды управлялись исправниками (кроме Нижнекамчатского, управлявшегося городничим).
22 апреля 1805 года Охотская область была упразднена, а входившие в её состав уезды переданы в прямое подчинение Иркутской губернии.